# Championnats d'Europe espoirs d'athlétisme 2005
Navigation
2003 2007
Les 5es Championnats d'Europe espoirs d'athlétisme ont eu lieu du 14 au 17 juillet 2005 au Steigerwaldstadion d'Erfurt, en Allemagne.

## Résultats

### Hommes
| Épreuves          | Or                                                                           | Argent                                                                              | Bronze                                                                                |
| ----------------- | ---------------------------------------------------------------------------- | ----------------------------------------------------------------------------------- | ------------------------------------------------------------------------------------- |
| 100 m             | Oudéré Kankarafou (FRA) 10 s 26                                              | Eddy De Lépine (FRA) 10 s 30                                                        | Stefan Wieser (GER) 10 s 32                                                           |
| 200 m             | David Alerte (FRA) 20 s 47                                                   | Sebastian Ernst (GER) 20 s 58                                                       | Koura Kaba Fantoni (ITA) 20 s 71                                                      |
| 400 m             | Robert Tobin (GBR) 46 s 81                                                   | Kamghe Gaba (GER) 47 s 07                                                           | Daniel Dąbrowski (POL) 47 s 44                                                        |
| 800 m             | Kévin Hautcœur (FRA) 1 min 51 s 29                                           | Manuel Olmedo (ESP) 1 min 51 s 47                                                   | René Bauschinger (GER) 1 min 51 s 49                                                  |
| 1 500 m           | Arturo Casado (ESP) 3 min 47 s 02                                            | Stefan Eberhardt (GER) 3 min 48 s 09                                                | Francisco España (ESP) 3 min 48 s 16                                                  |
| 5 000 m           | Anatoliy Rybakov (RUS) 14 min 06 s 69                                        | Mohammed Farah (GBR) 14 min 10 s 96                                                 | Aleksey Aleksandrov (RUS) 14 min 11 s 10                                              |
| 10 000 m          | Yevgeniy Rybakov (RUS) 29 min 30 s 76                                        | André Pollmächer (GER) 29 min 33 s 22                                               | Marius Ionescu (ROU) 29 min 34 s 52                                                   |
| 110 m haies       | David Hughes (GBR) 13 s 56                                                   | Willi Mathiszik (GER) 13 s 58                                                       | Stanislav Sajdok (CZE) 13 s 66                                                        |
| 400 m haies       | Rhys Williams (GBR) 49 s 60                                                  | Minás Alozídis (GRE) 50 s 04                                                        | Ákos Dezső (HUN) 50 s 31                                                              |
| 3 000 m steeple   | Radosław Popławski (POL) 8 min 32 s 61                                       | Halil Akkaş (TUR) 8 min 37 s 38                                                     | Pieter Desmet (BEL) 8 min 41 s 07                                                     |
| 4 × 100 m         | France Oudéré Kankarafou Idrissa M'Barke Eddy De Lépine David Alerte 38 s 95 | Allemagne Florian Rentz Marius Broening Sebastian Ernst Till Helmke 39 s 12         | Italie Rosario La Mastra Alessandro Rocco Stefano Anceschi Koura Kaba Fantoni 39 s 41 |
| 4 × 400 m         | Pologne Witold Bańka Piotr Zrada Daniel Dąbrowski Piotr Kędzia 3 min 4 s 41  | Royaume-Uni Andrew Steele Rhys Williams Richard Davenport Robert Tobin 3 min 4 s 83 | Pays-Bas Daniël Ward Daniel de Wild Sjors Kampen Robert Lathouwers 3 min 4 s 99       |
| 20 km marche      | Igor Yerokhin (RUS) 1 h 23 min 14 s                                          | Benjamín Sánchez (ESP) 1 h 23 min 30 s                                              | Mikalai Seradovich (BLR) 1 h 23 min 56 s                                              |
| Saut en longueur  | Danut Simion (ROU) 8,12 m                                                    | Dmitriy Sapinskiy (RUS) 8,01 m                                                      | Povilas Mykolaitis (LTU) 8,00 m                                                       |
| Triple saut       | Aleksandr Sergeyev (RUS) 17,11 m                                             | Aleksandr Petrenko (RUS) 17,03 m                                                    | Nelson Évora (POR) 16,89 m                                                            |
| Saut en hauteur   | Jaroslav Bába (CZE) 2,29 m                                                   | Artsiom Zaitsau (BLR) 2,27 m                                                        | Yuriy Krimarenko (UKR) 2,27 m                                                         |
| Saut à la perche  | Damiel Dossevi (FRA) 5,75 m                                                  | Fabian Schulze (GER) 5,65 m                                                         | Jérôme Clavier (FRA) 5,60 m                                                           |
| Lancer du poids   | Anton Lyuboslavskiy (RUS) 20,44 m                                            | Taavi Peetre (EST) 19,85 m                                                          | Mika Vasara (FIN) 19,84 m                                                             |
| Lancer du disque  | Robert Harting (GER) 64,50 m                                                 | Piotr Malachowski (POL) 63,99 m                                                     | Dzmitry Sivakou (BLR) 60,62 m                                                         |
| Lancer du marteau | Pavel Kryvitski (BLR) 73,72 m                                                | Aliaksandr Kazulka (BLR) 73,60 m                                                    | Andrey Azarenkov (RUS) 71,18 m                                                        |
| Lancer du javelot | Igor Janik (POL) 77,25 m                                                     | Antti Ruuskanen (FIN) 76,82 m                                                       | Magnus Arvidsson (SWE) 76,15 m                                                        |
| Décathlon         | Aleksey Drozdov (RUS) 8 196 pts                                              | Aleksey Sysoyev (RUS) 8 089 pts                                                     | Norman Müller (GER) 7 989 pts                                                         |

### Femmes
| Épreuves          | Or                                                                                              | Argent                                                                            | Bronze                                                                        |
| ----------------- | ----------------------------------------------------------------------------------------------- | --------------------------------------------------------------------------------- | ----------------------------------------------------------------------------- |
| 100 m             | María Karastamáti (GRE) 11 s 03                                                                 | Lina Jacques-Sébastien (FRA) 11 s 46                                              | Verena Sailer (GER) 11 s 53                                                   |
| 200 m             | Yelena Yakovleva (RUS) 22 s 99                                                                  | Nikolett Listár (HUN) 23 s 19                                                     | Vincenza Calì (ITA) 23 s 31                                                   |
| 400 m             | Olga Zaytseva (RUS) 50 s 72                                                                     | Christine Ohuruogu (GBR) 50 s 73                                                  | Yelena Migunova (RUS) 51 s 59                                                 |
| 800 m             | Yevgeniya Zolotova (RUS) 2 min 06 s 00                                                          | Jemma Simpson (GBR) 2 min 06 s 16                                                 | Élodie Guégan (FRA) 2 min 06 s 29                                             |
| 1 500 m           | Corina Dumbravean (ROU) 4 min 14 s 78                                                           | Olesya Syreva (RUS) 4 min 16 s 23                                                 | Antje Möldner (GER) 4 min 16 s 34                                             |
| 5 000 m           | Binnaz Uslu (TUR) 15 min 57 s 21                                                                | Tatyana Petrova (RUS) 16 min 01 s 79                                              | Silvia La Barbera (ITA) 16 min 07 s 01                                        |
| 10 000 m          | Tatyana Petrova (RUS) 33 min 55 s 99                                                            | Volha Minina (BLR) 34 min 03 s 55                                                 | Eva Maria Stöwer (GER) 34 min 05 s 03                                         |
| 100 m haies       | Mirjam Liimask (EST) 12 s 93                                                                    | Tina Klein (GER) 12 s 97                                                          | Anna Yevdokimova (RUS) 13 s 12                                                |
| 400 m haies       | Yelena Ildeykina (RUS) 56 s 43                                                                  | Anastasiya Trifonova (RUS) 56 s 51                                                | Sian Scott (GBR) 57 s 02                                                      |
| 3 000 m steeple   | Katarzyna Kowalska (POL) 9 min 54 s 17                                                          | Türkan Erismis (TUR) 9 min 55 s 45                                                | Svetlana Ivanova (RUS) 9 min 56 s 44                                          |
| 4 × 100 m         | France Natacha Vouaux Lina Jacques-Sébastien Aurélie Kamga Ayodele Ikuesan 44 s 22              | Allemagne Karoline Köhler Verena Sailer Johanna Kedzierski Anne Möllinger 44 s 89 | Italie Claudia Baggio Doris Tomasini Alessia Berti Vincenza Calì 45 s 03      |
| 4 × 400 m         | Russie Anastasiya Ovchinnikova Anastasiya Kochetova Yelena Migunova Olga Zaytseva 3 min 27 s 27 | Royaume-Uni Kim Wall Sian Scott Lisa Miller Christine Ohuruogu 3 min 31 s 64      | France Dora Jemaa Thélia Sigère Johanna Monthe Phara Anacharsis 3 min 31 s 91 |
| 20 km marche      | Irina Petrova (RUS) 1 h 33 min 24 s                                                             | Olga Kaniskina (RUS) 1 h 33 min 33 s                                              | Barbora Dibelková (CZE) 1 h 34 min 44 s                                       |
| Saut en longueur  | Carolina Klüft (SWE) 6,79 m                                                                     | Yuliya Zinovyeva (RUS) 6,58 m                                                     | Adina Anton (ROU) 6,55 m                                                      |
| Triple saut       | Simona La Mantia (ITA) 14,43 m                                                                  | Svetlana Bolshakova (RUS) 14,11 m                                                 | Athanasía Pérra (GRE) 13,94 m                                                 |
| Saut en hauteur   | Tatyana Kivimyagi (RUS) 1,94 m                                                                  | Emma Green (SWE) 1,92 m                                                           | Ariane Friedrich (GER) 1,90 m                                                 |
| Saut à la perche  | Nataliya Kushch (UKR) 4,30 m                                                                    | Floé Kühnert (GER) 4,30 m                                                         | Julia Hütter (GER) 4,25 m                                                     |
| Lancer du poids   | Petra Lammert (GER) 18,97 m                                                                     | Christina Schwanitz (GER) 18,64 m                                                 | Chiara Rosa (ITA) 18,22 m                                                     |
| Lancer du disque  | Sabine Rumpf (GER) 60,75 m                                                                      | Darya Pishchalnikova (RUS) 59,45 m                                                | Kateryna Karsak (UKR) 56,81 m                                                 |
| Lancer du marteau | Yekaterina Khoroshikh (RUS) 71,51 m                                                             | Betty Heidler (GER) 69,64 m                                                       | Nataliya Zolotuhina (UKR) 67,75 m                                             |
| Lancer du javelot | Annika Suthe (GER) 57,72 m                                                                      | Katharina Molitor (GER) 57,01 m                                                   | Linda Brivule (LAT) 56,12 m                                                   |
| Heptathlon        | Laurien Hoos (NED) 6291 pts                                                                     | Lilli Schwarzkopf (GER) 6196 pts                                                  | Olga Levenkova (RUS) 5950 pts                                                 |